# Гессен, Сергей Яковлевич
Серге́й Я́ковлевич Ге́ссен (24 сентября 1903, Санкт-Петербург — 25 января 1937, Ленинград) — советский историк, литературовед, кандидат исторических наук (1936), пушкинист, сотрудник Российской публичной библиотеки (1923—1926), научный сотрудник Института русской литературы (Пушкинский дом) (1934).

## Биография
Родился в семье юриста, издателя и переводчика Якова Матвеевича (Шмулевича) Гессена (18 августа 1869, Одесса — 1942) и Сабины Сауловны (Сабы Шевелевны) Гессен (1871, Екатеринослав — ?), которая приходилась мужу троюродной сестрой. Племянник публициста Иосифа Владимировича Гессена, присяжного поверенного Владимира Матвеевича (Самуиловича) Гессена и историка науки Бориса Михайловича Гессена.
В 1919 году окончил Тенишевское училище. Поступил на экономический факультет Петроградского политехнического института. В 1922 находился под следствием «по подозрению в антисоветской деятельности» в рядах студенческой организации; «ввиду неправильности обвинения из-под следствия освобожден без всяких последствий». 
В 1923 году перешёл на общественно-педагогическое отделение Петроградского университета.
С мая 1923 года — научный сотрудник Русского отделения Публичной библиотеки (принят по рекомендации профессора Б. В. Томашевского и заведующего ленинградским отделением Главнауки М. П. Кристи); с сентября 1924 по февраль 1925 и с 1 февраля по 1 мая 1926 года брал долгосрочный отпуск без содержания, после чего оставил работу в библиотеке.
Учился в университете в Ташкенте. В 1926, вернувшись в Ленинград, поступил на 3-й курс факультета общественных наук Ленинградского университета, который окончил в 1928 году.
В 1926—1933 годы — секретарь и член президиума Декабристской комиссии Общества бывших политкаторжан и ссыльнопоселенцев, работал в его издательстве.
С 1934 года — научный сотрудник Института русской литературы. Погиб в результате несчастного случая.

## Научная деятельность
В 1924 году выезжал в Тамбовскую губернию — собирал материалы в бывшем поместье декабриста М. С. Лунина в связи с «печатавшейся книгой о нём».
Кандидат исторических наук (1936). Был комментатором изданий произведений А. С. Пушкина, секретарём редакции его полного академического издания сочинений, секретарём редакции «Временника Пушкинской комиссии». Автор около 80 книг, статей и заметок по истории декабристов, об их связях с Пушкиным, о его жизни и творчестве.

### Избранные труды
- Пушкин и декабристы («Вестник Литературы», 1921, № 10)
- Аракчеев в поэме Пушкина (Сб. «Утренники», 1922, № 2)
- Декабристы под судом истории. — Л.; М., 1926;
- Лунин и Пушкин («Каторга и ссылка», 1926)
- Разговоры Пушкина. М., 1929 (совм. с Модзалевский, Лев Борисович);
- Книгоиздатель Александр Пушкин. Литературные доходы Пушкина. — Л. : Academia, 1930. — 148 с.
- Пушкин в Каменке («Литературный Современник», 1930, № 1)
- Источник десятой главы Евгения Онегина («Декабристы и их время», 1932, т. II)
- Мятежники 1820 года, 1935
- Пушкин накануне декабрьских событий 1825 года («Временник Пушкинской комиссии АН», 1936, № 1)
- Из затерянных воспоминаний о юности Пушкина («Литературный Современник», 1937, № 1)
- К истории разгрома пушкинского лицея («Литературный Современник», 1937, № 1)
- Сожженная глава «Евгения Онегина» («Резец», 1937, № 1)